# إلوود ديكر
إلوود ديكر (بالإنجليزية: Elwood Decker)‏ هو رسام أمريكي، ولد في 1903، وتوفي في 1992.